# Who Is She 2 U
A Who Is She 2 U Brandy amerikai énekesnő utolsó kislemeze negyedik, Afrodisiac című stúdióalbumáról. Tartalmaz egy részletet Jacqueline Hilliard 1968-as, Instant Love című dalából, melyet Hilliard és Leon Ware írt. Az USA-ban ez volt az album második kislemeze a Talk About Our Love után; máshol, ahol a címadó Afrodisiac is megjelent kislemezen, a harmadik.

## Felvételek
A Who Is She 2 U az első dalok közt volt, melyeket Brandy és Timbaland együtt készítettek az albumra, miután az énekesnő kapcsolata Robert „Big Bert” Smith producerrel 2002 őszén véget ért. A dal, melyet a Newsday úgy írt le, hogy „soulzenére énekelt »rajtakaptalak« dal”, arról szól, hogy egy nő kérdőre vonja hűtlen barátját. Az MTV Newsnak adott interjújában Brandy elmondta, hogy a félig-meddig önéletrajzi ihletésű dalt főleg nőnemű hallgatóságának szánta. „Olyan helyzet, amit, biztos vagyok benne, sok nő megtapasztalt. Én is. »Ki ez? Mi folyik itt?«” A dalt „Mary J. Blige-ra emlékeztető”-ként írta le. „Legbensőbb érzéseimet fejeztem ki az életről, a szerelemről és a kapcsolatokról. A lehető legnyersebb valóságot mutattam magamból […] és Timbaland bátorított, hogy hozzam ki a legtöbbet magamból.”
2003 októberének végén a dal egy korai változatát a Finally című dallal együtt bemutatták a Brandy Special Music Projectben a ratethemusic.com weboldalon, mely emberek véleményét kutatja a hamarosan megjelenő új dalokról. Ezen a változaton más a vokális produkció és másképp is végződik, mint az albumon szereplő változat. A végleges változatot elsőként a Hot 97-en játszották egy Funkmaster Flex-interjú közben. A kislemez megjelenése előtt pár héttel Usher, aki az eredeti tervek szerint közreműködött volna az albumon, feldolgozta a dalt, és egyes részleteket megváltoztatott, hogy férfi szemszögből mutassa be a szöveget. Ez a nem hivatalos duett népszerűbb lett, mint akár az albumváltozat, vagy a hivatalos remix, melyben Fabolous rapper is szerepel.

## Fogadtatása
A dal eladások szempontjából Brandy egyik legkevésbé sikeres kislemezdala; az amerikai Billboard Hot 100-nak csak az alsó felébe jutott. Eurázsiában és Ausztráliában 2005 márciusában az album harmadik kislemezeként jelent meg, hasonló fogadtatással.
Miután megjelent az USA-ban, 2004. augusztus 28-án a dal a 85. helyen nyitott a Billboard Hot 100 slágerlistán. Ez volt a hét ötödik legmagasabb helyen nyitó új dala. Még három hétig maradt a listán, de nem jutott magasabbra, ezzel ez lett Brandy legalacsonyabb helyezést elérő olyan dala, melynek promotálására videóklipet is forgattak. Mint az album első kislemeze, a Talk About Our Love a Who Is She 2 U is nagyobb sikert aratott a többi Billboard-listán: a Hot R&B/Hip-Hop Singles Sales listán a 20., a Hot Singles Sales listán a 31. helyre került, a Hot R&B/Hip-Hop Airplay és a Hot R&B/Hip-Hop Songs listán a top 50-be jutott. A remix a 2. helyre került a Hot Dance Singles Sales slágerlistán.
Észak-Amerikán kívül sem aratott túl nagy sikert, a brit slágerlistán az 50., az ausztrálon a 99. helyre jutott, mindkét listán Brandy legalacsonyabb helyezése; Németországban azonban a fekete előadók listáján a 7. helyre került.

## Videóklip és remixek
A Who Is She 2 U videóklipjét Jake Nava rendezte, és 2004 júliusában forgatták különböző Los Angeles-i helyszíneken. Koreográfusa Laurie Ann Gibson. A dal hétköznapi környezetben mutatja Brandyt, távol a felső tízezer életétől. A klip témája követi a dalét, Brandy tekintetével tudatja a férfi főszereplővel, hogy minden mozdulatát figyeli. Fabolous és Timbaland közreműködésével eredetileg további jelenetek is készültek volna, a dal remixének klipjéhez, erre azonban végül nem került sor. A Who Is She 2 U klipjének premierje a BET csatorna Access Granted műsorának végén volt 2004. augusztus 24-én.

### Hivatalos remixek, verziók
| - Who Is She 2 U (Album version) – 4:43 - Who Is She 2 U (A Cappella) – 4:16 - Who Is She 2 U (feat. Usher) - Who Is She 2 U (Davidson Ospina Club Mix) – 6:27 - Who Is She 2 U (Davidson Ospina Edit) - Who Is She 2 U (E-Smoove Bump Mix) – 6:35 - Who Is She 2 U (FTL Club Mix) – 6:35 - Who Is She 2 U (FTL Dub Mix) – 7:43 - Who Is She 2 U (Hani Club Mix) – 7:56 - Who Is She 2 U (Hani Dub) | - Who Is She 2 U (Instrumental) – 4:42 - Who Is She 2 U (Johnny Budz Club Mix) – 6:11 - Who Is She 2 U (Josh Harris Alternative Mix) - Who Is She 2 U (Josh Harris Old School Club Mix) – 6:27 - Who Is She 2 U (Josh Harris Old School Edit) - Who Is She 2 U (Pull's Passionate Mix) – 4:15 - Who Is She 2 U (Radio Edit) - Who Is She 2 U (Remix feat. Fabolous) - Who Is She 2 U (Sugar Dip Solo Dub) – 8:10 |

## Számlista
| CD kislemez (nemzetközi) 1. Who Is She 2 U (Radio Edit) 2. Who Is She 2 U (Josh Harris Old School Edit) 3. Who Is She 2 U (Davidson Ospina Edit) CD kislemez (USA, Európa) 1. Who Is She 2 U (Radio Edit) 2. Who Is She 2 U (Josh Harris Old School Edit) Kiadatlan remix kislemez 1. Who Is She 2 U (Remix feat. Fabolous) 2. Who Is She 2 U (feat. Usher) CD maxi kislemez (USA) 1. Who Is She 2 U (Hani Club Mix) – 7:56 2. Who Is She 2 U (Josh Harris Old School Club Mix) – 6:27 3. Who Is She 2 U (FTL Club Mix) – 6:35 4. Who Is She 2 U (E-Smoove Bump Mix) – 6:35 5. Who Is She 2 U (Johnny Budz Club Mix) – 6:11 6. Who Is She 2 U (Hani Dub) 7. Who Is She 2 U (Sugar Dip Solo Dub) – 8:10 8. Who Is She 2 U (FTL Dub Mix) – 7:43 9. Who Is She 2 U (Josh Harris Alternative Mix) 10. Who Is She 2 U (Pull's Passionate Mix) – 4:15 12" maxi kislemez – The Remixes (Egyesült Királyság) 1. Who Is She 2 U (FTL Club Mix) – 6:35 2. Who Is She 2 U (E-Smoove Bump Mix) – 6:35 3. Who Is She 2 U (FTL Dub Mix) – 7:43 | 12" maxi kislemez (USA) 1. Who Is She 2 U (Radio Edit) – 3:47 2. Who Is She 2 U (Instrumental) – 4:42 3. Who Is She 2 U (Album version) – 4:43 4. Who Is She 2 U (A Cappella) – 4:16 12" maxi kislemez (Európa) 1. Who Is She 2 U (Album version) – 4:43 2. Who Is She 2 U (Instrumental) – 4:42 3. Who Is She 2 U (Josh Harris Alternative Remix) 4. Who Is She 2 U (A Cappella) – 4:16 2×12" maxi kislemez (USA) 1. Who Is She 2 U (Hani Club Mix) – 7:56 2. Who Is She 2 U (Josh Harris Old School Club Mix) – 6:27 3. Who Is She 2 U (FTL Club Mix) – 6:35 4. Who Is She 2 U (E-Smoove Bump Mix) – 6:35 5. Who Is She 2 U (Pull's Passionate Mix) – 4:15 6. Who Is She 2 U (Johnny Budz Club Mix) – 6:11 7. Who Is She 2 U (Sugar Dip Solo Dub) – 8:10 8. Who Is She 2 U (FTL Dub Mix) – 7:43 9. Who Is She 2 U (Davidson Ospina Club Mix) – 6:27 |

## Helyezések
| Slágerlista (2004-05)                       | Legmagasabb helyezés |
| ------------------------------------------- | -------------------- |
| USA Billboard Hot 100                       | 85                   |
| USA Billboard Hot R&B/Hip-Hop Singles       | 43                   |
| USA Billboard Hot R&B/Hip-Hop Singles Sales | 20                   |
| USA Billboard Hot Dance Singles             | 2                    |
| Ausztrál ARIA slágerlista                   | 99                   |
| Brit kislemezlista                          | 50                   |
| Németország, fekete előadók slágerlistája   | 7                    |